# Симонсен, Рудольф
Рудольф Херманн Симонсен (дат. Rudolph Hermann Simonsen; 30 апреля 1889, Копенгаген — 28 марта 1947, Копенгаген) — датский композитор, пианист и музыкальный педагог.
Окончил Королевскую Датскую консерваторию, ученик Агнес Адлер (фортепиано) и Отто Маллинга (композиция и теория). В 1911 году дебютировал как пианист.
В композиторском наследии Симонсена наиболее известны фортепианный концерт фа минор (1915), два струнных квартета и 4 программных симфонии, написанные в 1920—1925: «Сион», «Эллада», «Рим» и «Дания».
В 1928 году симфония № 2 «Эллада» была удостоена бронзовой медали в Конкурсе искусств на IX Олимпийских играх в Амстердаме (номинация — оркестровая музыка). Золотая и серебряная медали в этой номинации не присуждались.
Кроме того, Симонсен опубликовал пять книг общего характера по истории музыки.
С 1931 года и до конца жизни Симонсен возглавлял Королевскую Датскую консерваторию. Среди его учеников, в частности, Х. Д. Коппель.